# Markus Pröll
Markus Pröll (Rheinbach, 28 agosto 1979) è un ex calciatore tedesco, di ruolo portiere.

## Carriera
Ha giocato nella prima e nella seconda divisione tedesca.

## Palmarès

### Club

#### Competizioni nazionali
- Campionato tedesco di seconda divisione: 1

Colonia: 1999-2000